# Застава AR 51/55
Застава AR-51/55 (познат као „Кампањола“) је аутомобил из класе теренских возила, којег је по Фијатовој лиценци производила крагујевачка фабрика Застава. Оригинална италијанска ознака овог возила је „Фијат 1101“ и као овакав се производио од 1951. до 1973. године. Од 1974 модел је унапређен те је добио ознаку „Фијат 1107“ Нуова Кампањола, која се производила до 1987. године. Војне верзије овог возила имају ознаку АР што значи „Извиђачко возило“ (итал. Automezzo da Ricognizione), док бројчана ознака у продужетку означава годину почетка производње модела. Тако постоје AR-51, AR-55, AR-59 итд.

## Галерија
- Застава AR 51/55 на првомајској паради у Љубљани 1961.
- Застава АР-55В
- Застава АР55 са платненим кровом испред Војног музеја у Београду